# Kościół św. Onufrego w Drelowie
Kościół św. Onufrego w Drelowie – filialny kościół rzymskokatolicki parafii w Drelowie, dawna cerkiew prawosławna.

## Historia
W lokalnej tradycji uroczysko Horodek stanowiło miejsce schronienia ludności w okresach wojen, co potwierdzać mogą zapisy proboszcza unickiej parafii drelowskiej ks. Mikołaja Waszyńskiego z 1760 roku (pośrednio o istnieniu jakiejś formy umocnień świadczy wschodniosłowiańska nazwa horodok, oznaczająca mały gród). Pierwsza świątynia w tym miejscu powstała prawdopodobnie około 1667 roku dzięki staraniom ks. Jana Nowikowicza i z błogosławieństwa unickiego biskupa włodzimiersko-brzeskiego Benedykta Glińskiego. Już w 1781 roku nową kaplicę w Horodku ufundował książę Adam Czartoryski. W XVIII wieku kaplica w Horodku nabrała znaczenia jako miejsce cudów i cel pielgrzymek, ale dopiero w 1802 roku została przyłączona do parafii w pobliskim Drelowie. Kaplica po kasacie Kościoła unickiego w Królestwie Polskim została przekazana Cerkwi prawosławnej, a w 1895 r. spłonęła w wyniku uderzenia pioruna.
W 1912 roku zaczęto budowę murowanej świątyni w stylu bizantyjsko-rosyjskim. Została ona wyświęcona jako cerkiew prawosławna w 1915 roku, ale jeszcze w tym samym roku opuszczona przez wyznawców (bieżeństwo) i niebawem przejęta przez Kościół rzymskokatolicki. W latach 1940–1944, gdy parafialny kościół w Drelowie służył jako cerkiew prawosławna, kaplica w Horodku stanowiła główny obiekt drelowskiej parafii rzymskokatolickiej. Od 1962 roku w kaplicy regularnie odprawiane są msze w dzień św. Onufrego (12 czerwca).

## Architektura
Świątynia trójdzielna, z wieżą nad wejściem. Obiekt wybudowany w stylu bizantyjsko-rosyjskim, w oparciu najprawdopodobniej o projekt Władimira Pokrowskiego, na podstawie którego powstały również posiadające niemal  identyczną bryłę cerkwie w Łaziskach, Mszannej i Zabłociu (obecnie dwie pierwsze pełnią funkcje kościołów katolickich).